# Hylaeus kermadecensis
Hylaeus kermadecensis är en biart som beskrevs av Donovan 2007. Hylaeus kermadecensis ingår i släktet citronbin, och familjen korttungebin. Inga underarter finns listade i Catalogue of Life.